# Roubion
Roubion település Franciaországban, Alpes-Maritimes megyében. Lakosainak száma 114 fő (2022. január 1.). Roubion Beuil, Ilonse, Isola, Pierlas és Roure községekkel határos.

## Népesség
A település népessége az elmúlt években az alábbi módon változott:
| Lakosok száma | 102  | 83   | 105  | 110  | 123  | 118  | 121  | 120  | 119  | 114  |
|               | 1968 | 1982 | 1990 | 2006 | 2013 | 2015 | 2017 | 2019 | 2020 | 2022 |

## Képek

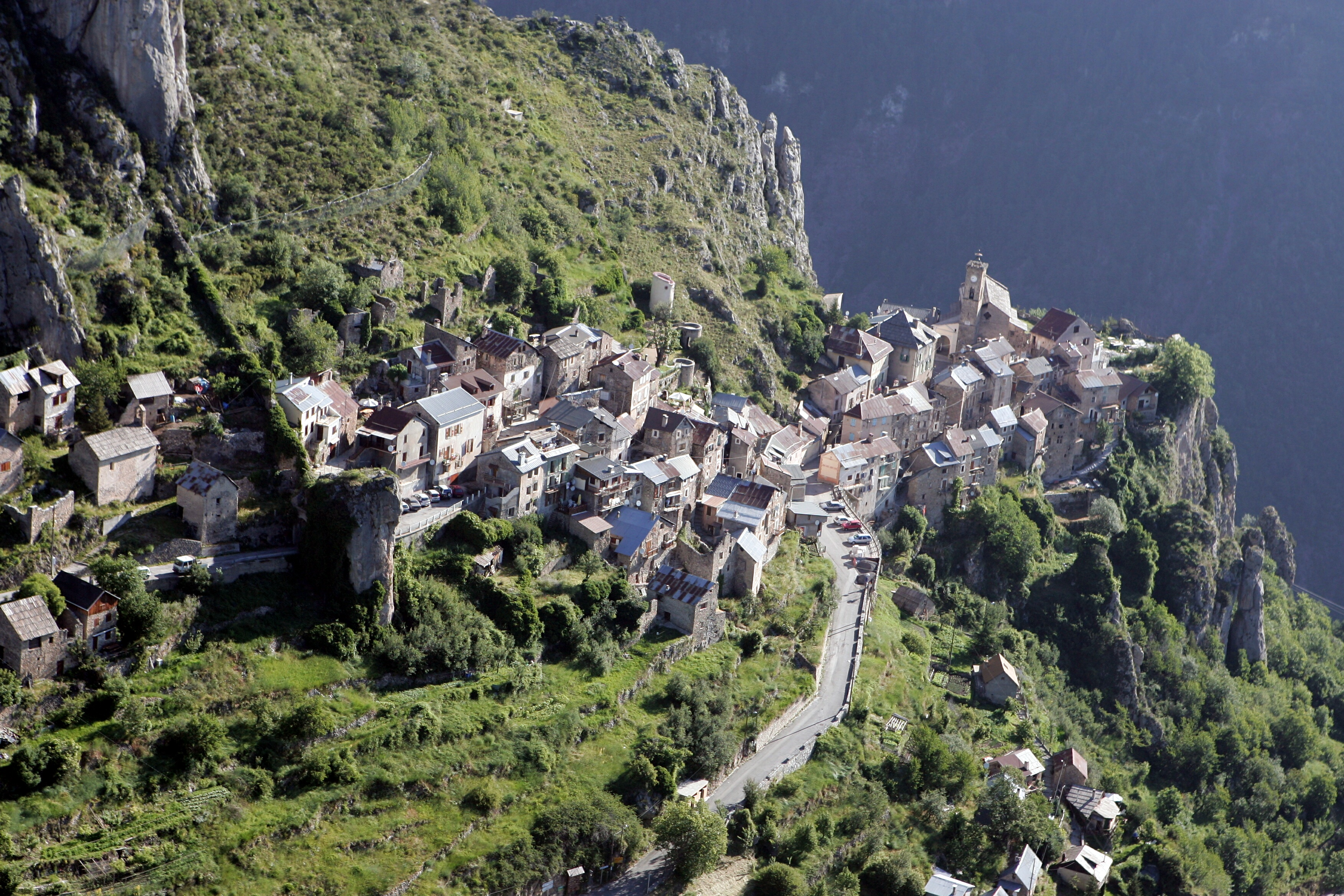
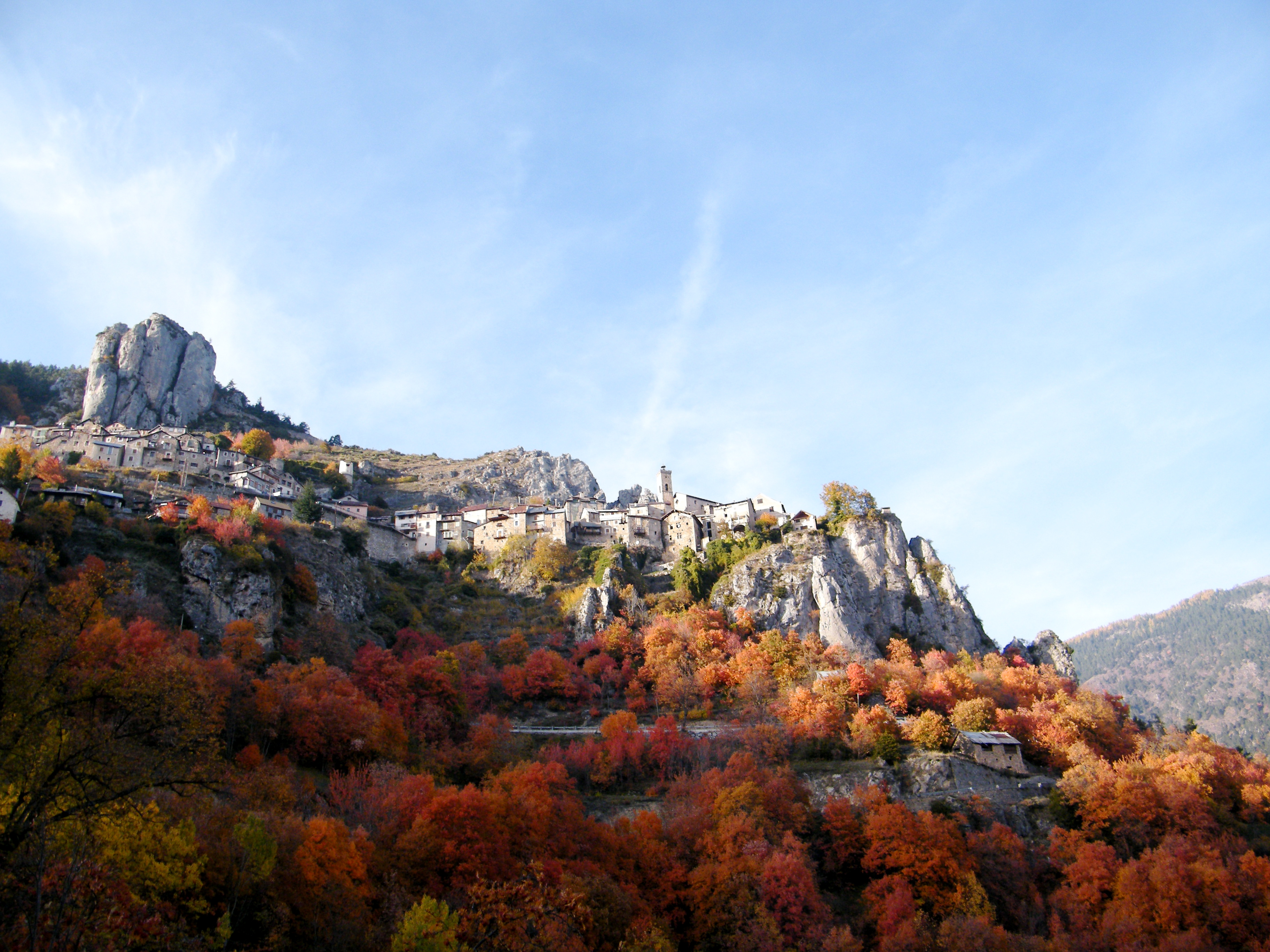
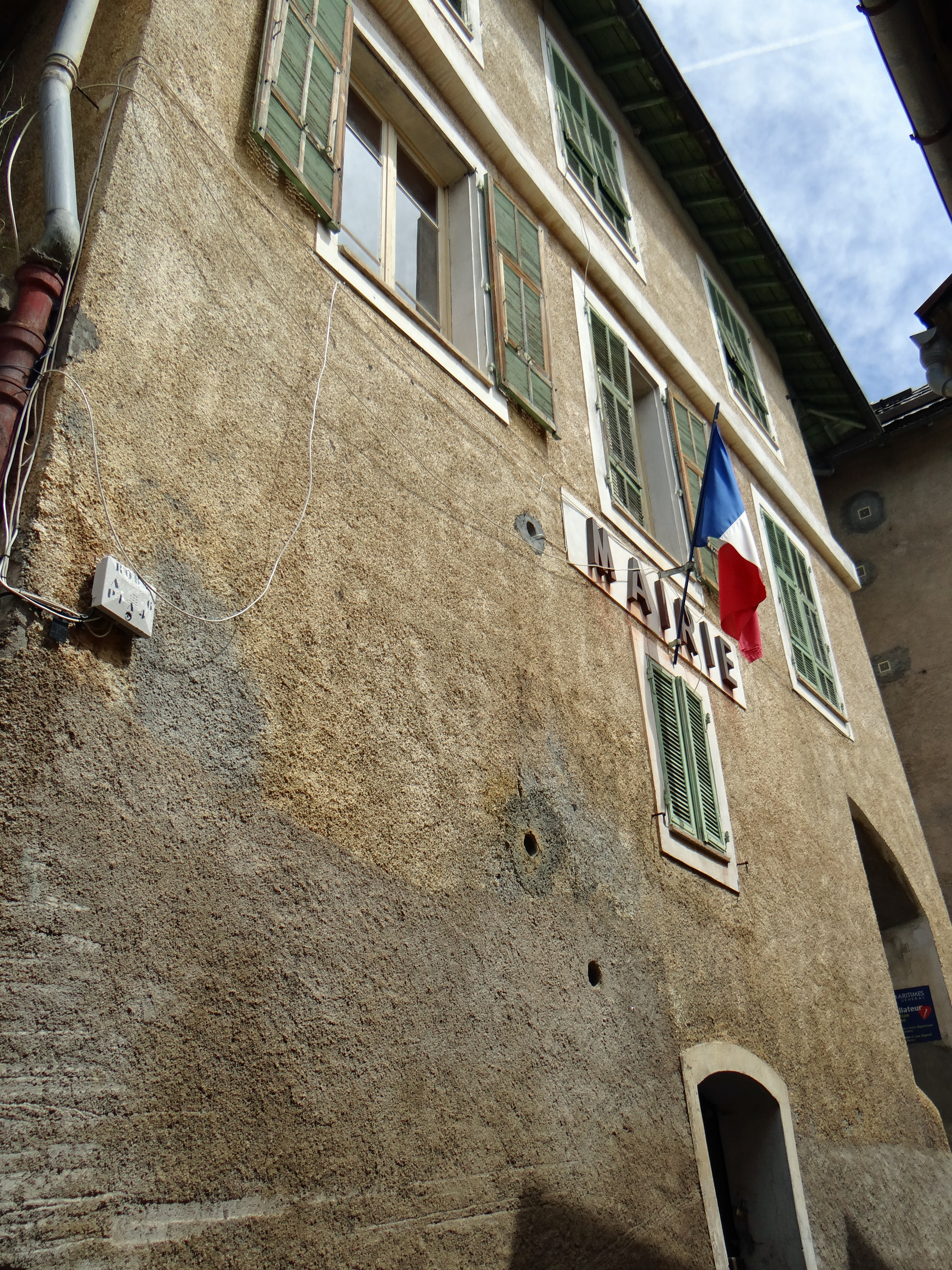
Városháza
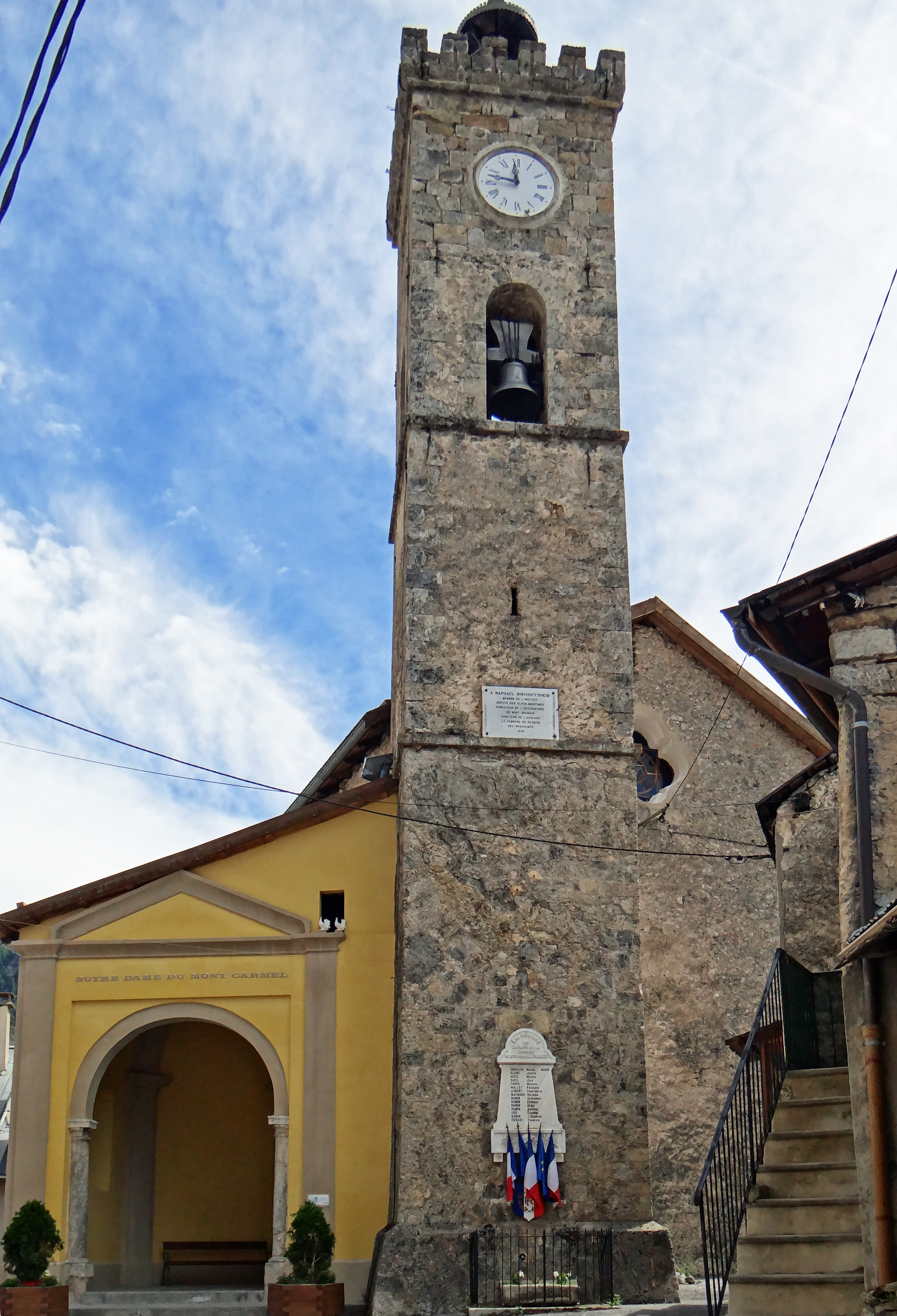
Kármelhegyi Boldogasszony-templom
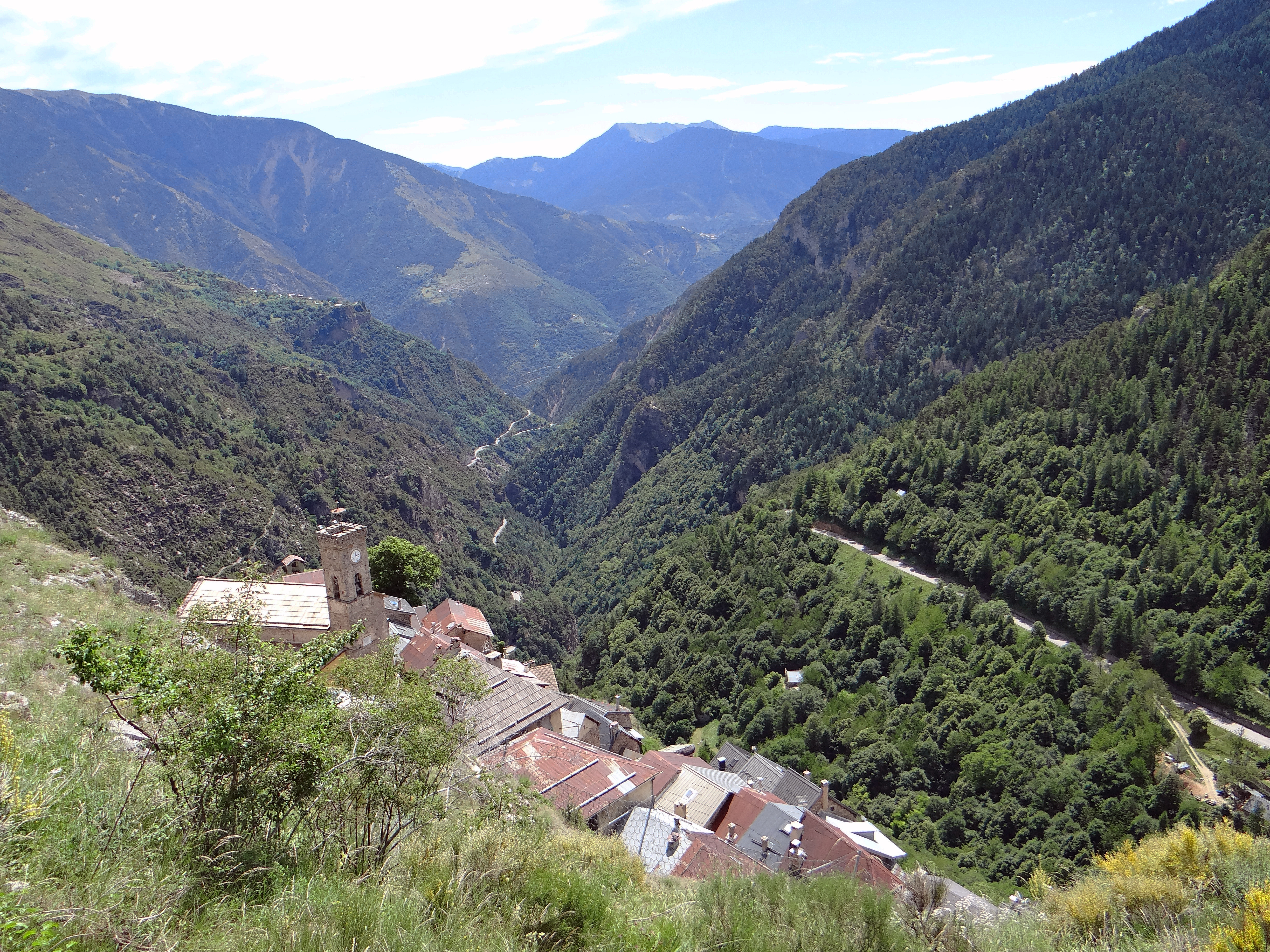
Kilátás a Vionène patak völgyére és a Saint-Sauveur-sur-Tinée-be vezető D30-as útra